# Архитектура Кубы

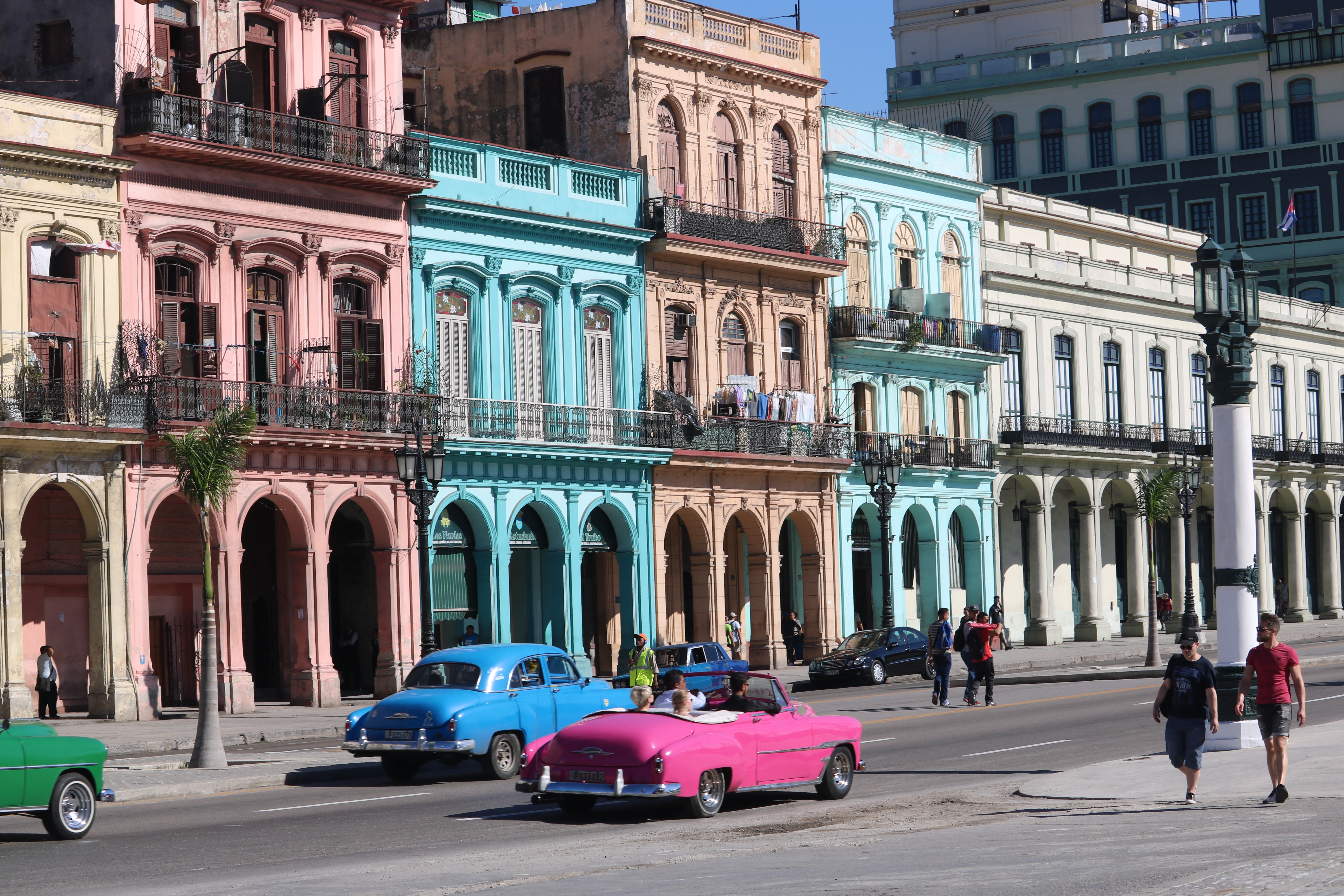
Разнообразие эклектики в столичной кубинской архитектуре

Архитектура Кубы относится ко всем зданиям, построенных в островном государстве Республика Куба в разные периоды его существования, включая Колониальную эпоху.

## Климатические аспекты
Дождливый тропический климат, палящее солнце и удушающая жара, а также переменчивые бризы с сильными ветрами обусловили развитие кубинской архитектуры, заставив ее приспосабливаться к окружающей среде.

## Доколониальный период

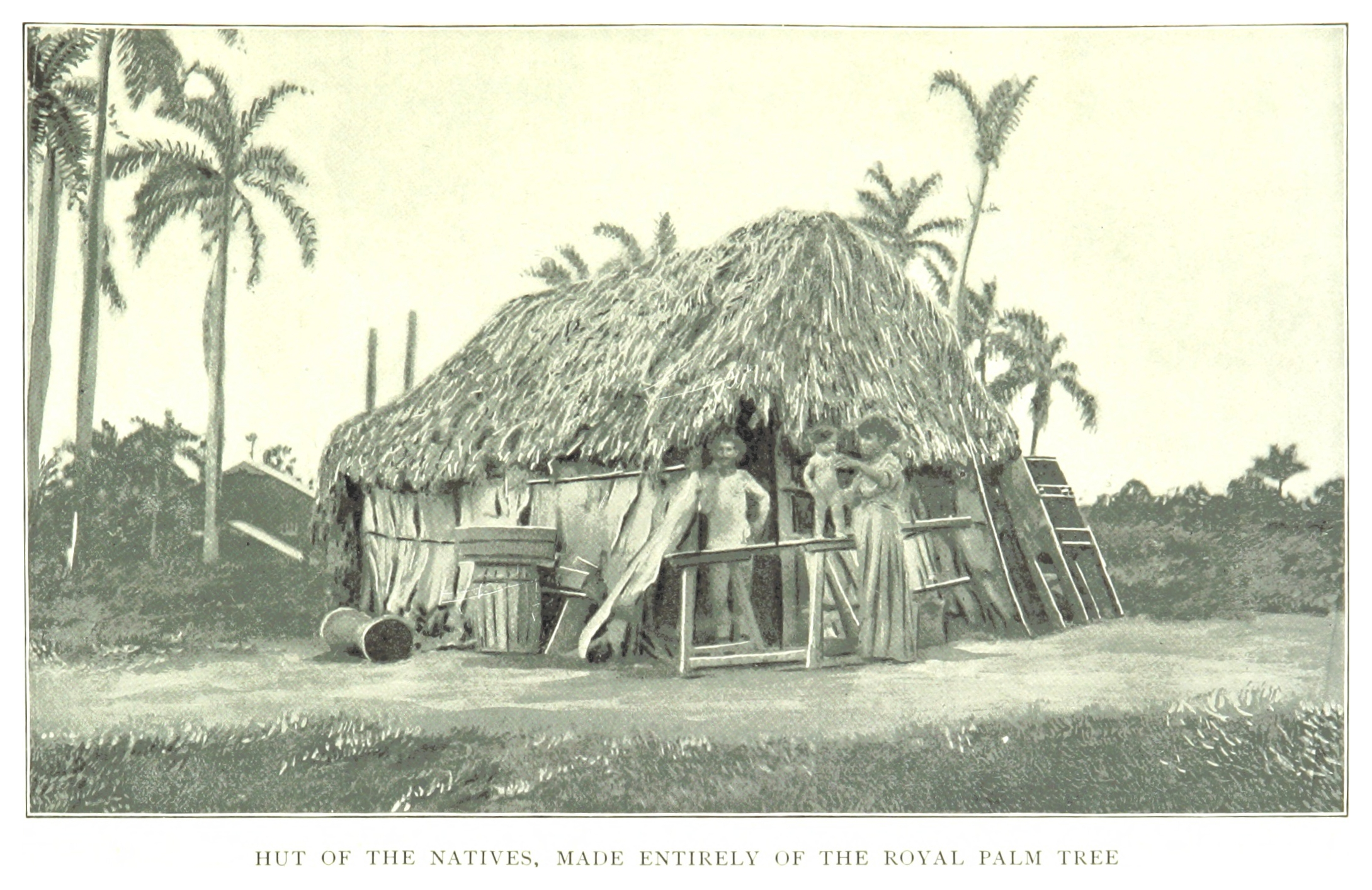
Жилище коренных жителей Кубы, конец XIX века

До высадки экспедиции Христофора Колумба на Кубе в 1492 году остров был заселен исключительно индейцами, в основном сибонеями и араваками. Индейские народы не могли похвастаться разнообразием архитектуры и ее технологичность и жили в простейших домах, построенных из соломы, глины, необработанной древесины и иных природных ресурсов.

## Колониальный период (1511—1898)

### XVI век. Форты и церкви
Первое поселение, основанное испанцами на Кубе, датируется 1511 годом. Эту дату можно считать началом многоступенчатого развития архитектуры Кубы. При этом большая часть зданий, построенных в XVI и XVII веках были либо разрушены, либо перестроены (как монастырь Святого Франциска Ассизского в Гаване). При этом здания, построенные в XVIII-XIX веках, относительно не тронуты, поскольку ряд войн не задели Кубу.
Наиболее значимыми памятниками колониальной кубинской архитектуры являются Старая Гавана и исторический центр Баракоа, состоящий преимущественно из малоэтажной застройки, но достойный внимания благодаря ряду сохранившихся фортов и крепостей XVI века, а также Тринидад.
Наиболее ранняя архитектура колониального периода (XVI—XVII века) характеризуется в основе своей религиозной или военной потребностью растущей колонии, к примеру, Кастильо-дель-Принсипи, Эль-Морро или уже упомянутый монастырь Святого Франциска Ассизского. Из-за опасности со стороны англичан необходимость строительства крепостей только возрастала.

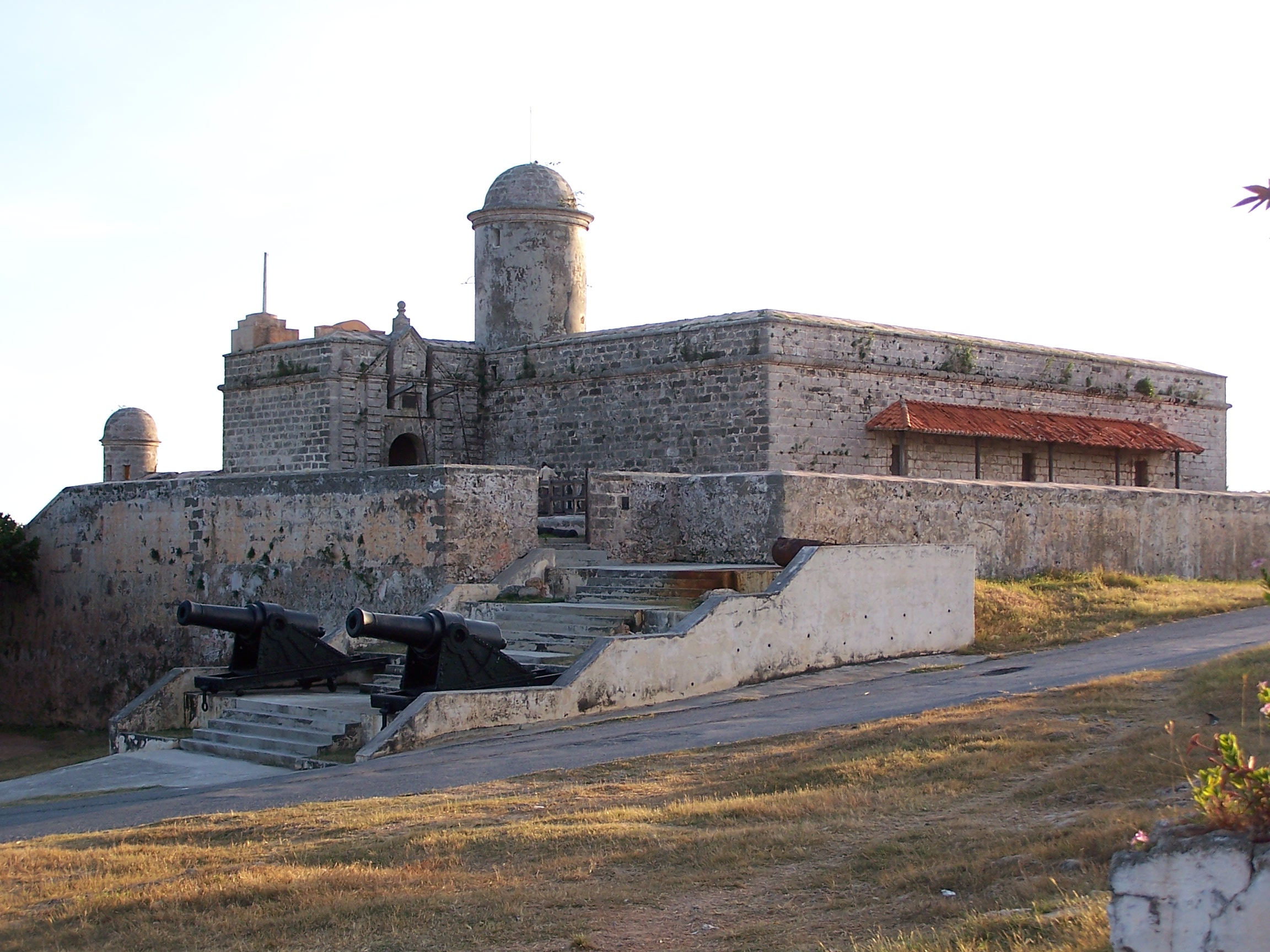
Кастильо-дель-Хага - прекрасный пример военной колониальной архитектуры.

Огромный вклад в развитие военной архитектуры внес инженер Баттиста Антонелли. Именно он принес на Кубу стиль эпохи Возрождения. На острове он работал в конце XVI - начале XVII века и спроектировал огромное множество фортов, ряд которых уцелел и до наших дней. Работы Антонелли включали Кастильо-де-Иос-Трес-Рейес-дель-Морроу и Кастильо Сан-Сальвадор-де-ла-Пунта, расположенные в Гаване. Эти сооружения также были признаны ЮНЕСКО часть культурного наследия в 1982 году.
Форт Ла-Кабанья в Гаване — еще один ключевой пример военной архитектуры, основанный на элементах французского дизайна и, следовательно, являющийся отражением франко-испанского союза, повлиявшего на колониальную Кубу. На строительство этого укрепления, занимающего 10 гектаров, ушло более 10 лет. Это крупнейший испанский форт как в Северной, так и в Южной Америке.

### XVII—XVIII века. Барокко
Первые здания в стиле барокко на Кубе появились в 1630-х годах, что стало результатом влияния испанской колониальной архитектуры. В этот период на острове началась масштабная реставрация и строительство новых сооружений, включая монастыри, церкви, жилые дома и общественные здания. Эти постройки отражали европейские тенденции барокко, адаптированные к местным условиям. Одним из ключевых факторов, способствовавших развитию архитектуры на Кубе, стало экономическое процветание острова, связанное с торговлей сахаром, табаком и рабами.
Во второй половине XVII века значительное влияние на архитектуру Кубы оказали две выдающиеся личности: Епископ Хуан Хосе Диас де Эспада-и-Фернандес де Ланда (Епископ Эспада) и вице-король Новой Испании Хуан-Винсенте де Гуэмес. Епископ Эспада, известный своими прогрессивными взглядами, инициировал строительство первого общественного кладбища в Гаване, что стало важным шагом в улучшении санитарных условий города.
Хуан-Винсенте де Гуэмес, вице-король Новой Испании, сыграл ключевую роль в урбанизации Гаваны и других городов Кубы. Под его руководством были проведены масштабные работы по благоустройству, включая строительство дорог, мостов и общественных зданий. Его усилия не ограничивались Кубой: он также способствовал развитию городов в других частях Новой Испании, включая Мексику и Центральную Америку.
К середине XVIII века барокко на Кубе приобрело свои уникальные черты, получившие название тропического барокко. Этот стиль стал результатом адаптации европейских архитектурных традиций к местным климатическим условиям. Одной из характерных особенностей тропического барокко стало упрощение форм, характерных для европейского барокко.
Важным фактором, повлиявшим на формирование стиля, стал дефицит квалифицированных мастеров. В отличие от Европы, где строительством занимались профессиональные архитекторы и инженеры, на Кубе большинство зданий возводилось руками рабов и самоучек. Это привело в том числе к появлению отличительных черт кубинского барокко:
1. Решетки на окнах (куб. исп. rejas) — ответ на влажный и душный воздух. Замена дорогостоящего стекла на простые железные решетки способствовала улучшению циркуляции воздуха.
2. Использование местных материалов. В строительстве широко применялись местные материалы, такие как коралловый известняк и древесина тропических деревьев. Это значительно удешевляло строительство.
3. Адаптация к климату. Архитекторы и строители уделяли большое внимание созданию комфортных условий внутри зданий. Высокие потолки, широкие окна и внутренние дворики (патио).

Одним из самых известных примеров кубинского барокко является Кафедральный собор Гаваны, построенный в 1748—1777 годах. Собор, посвященный Святой Деве Марии, был возведен под влиянием работ итальянского архитектора Франческо Борромини, одного из ведущих мастеров европейского барокко. Здание отличается асимметричными фасадами, богатым декором и двумя колокольнями разной высоты, что создает уникальный визуальный эффект.
Кафедральный собор Гаваны стал не только религиозным центром, но и символом культурного и архитектурного наследия Кубы. В 1982 году он был включен в список Всемирного наследия ЮНЕСКО как часть исторического центра Гаваны.

### XIX век. Неоклассицизм

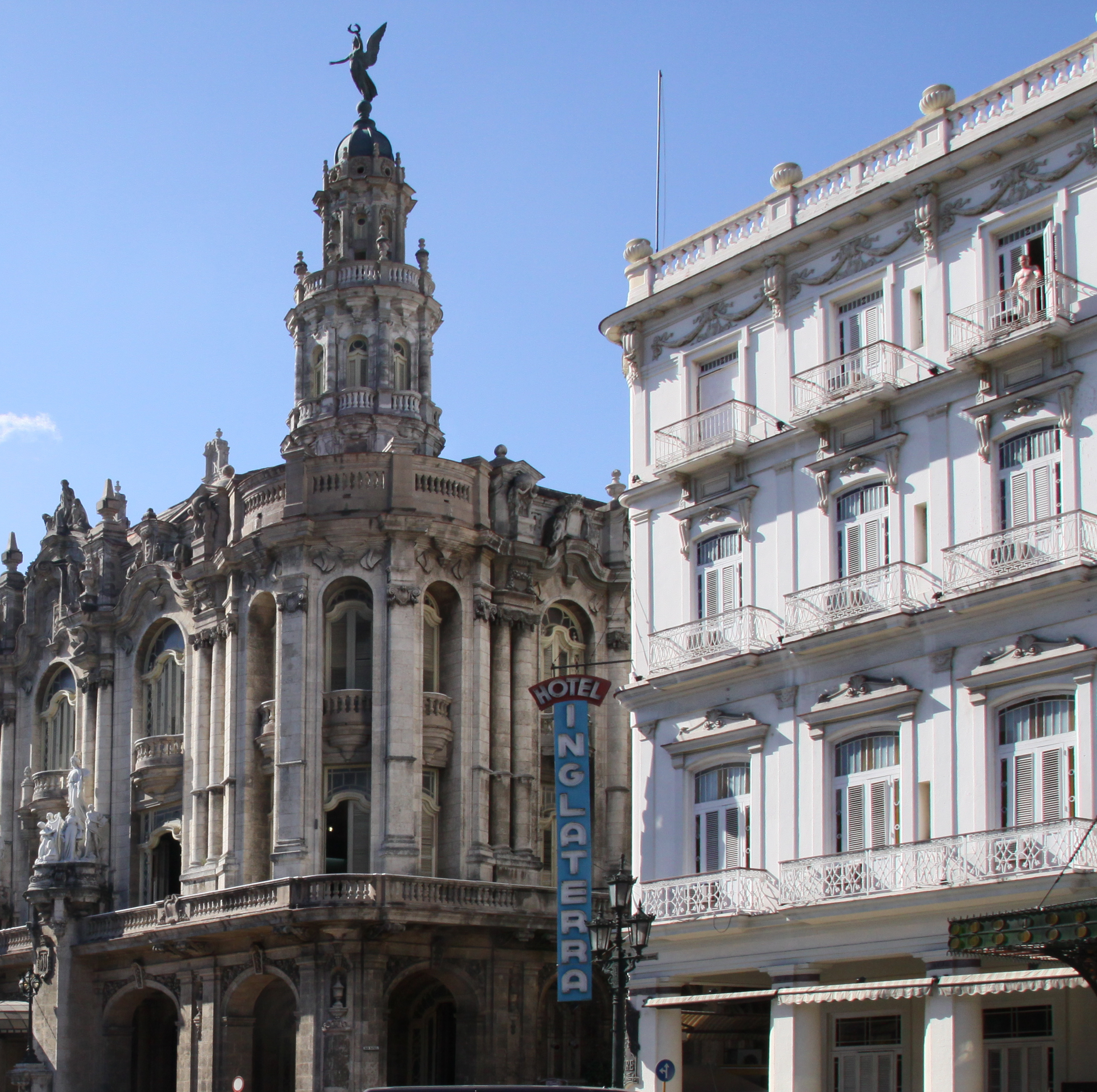
Отель Инглатерра

В XIX веке Куба пережила значительные изменения в архитектуре, вызванные влиянием французского неоклассицизма. Это было связано с массовой миграцией французских колонистов, бежавших от Гаитянской революции (1791–1804) и последующих событий на Гаити. Французские мигранты принесли с собой не только свои традиции и культуру, но и новые архитектурные идеи, которые стали активно внедряться в кубинскую архитектуру. Особенно это влияние заметно в городах, где французы селились компактно, таких как Сьенфуэгос и Гавана.
Сьенфуэгос, основанный в 1819 году испанским военным, этническим французом Луи де Клуэ, стал одним из главных центров распространения неоклассицизма на Кубе. Архитектура города отражает сочетание французских и испанских традиций, адаптированных к местным условиям. Сьенфуэгос часто называют "жемчужиной юга Кубы" благодаря его уникальному архитектурному облику. Особенно известными строениями и сооружениями города стали:
- Парк Хосе Марти. Центральная площадь города, окруженная зданиями в стиле неоклассицизма — Кафедральный собор Сьенфуэгоса и Дворец правительства.
- Театр Томаса Терри. Один из самых известных театров Кубы, построенный в 1889 году.

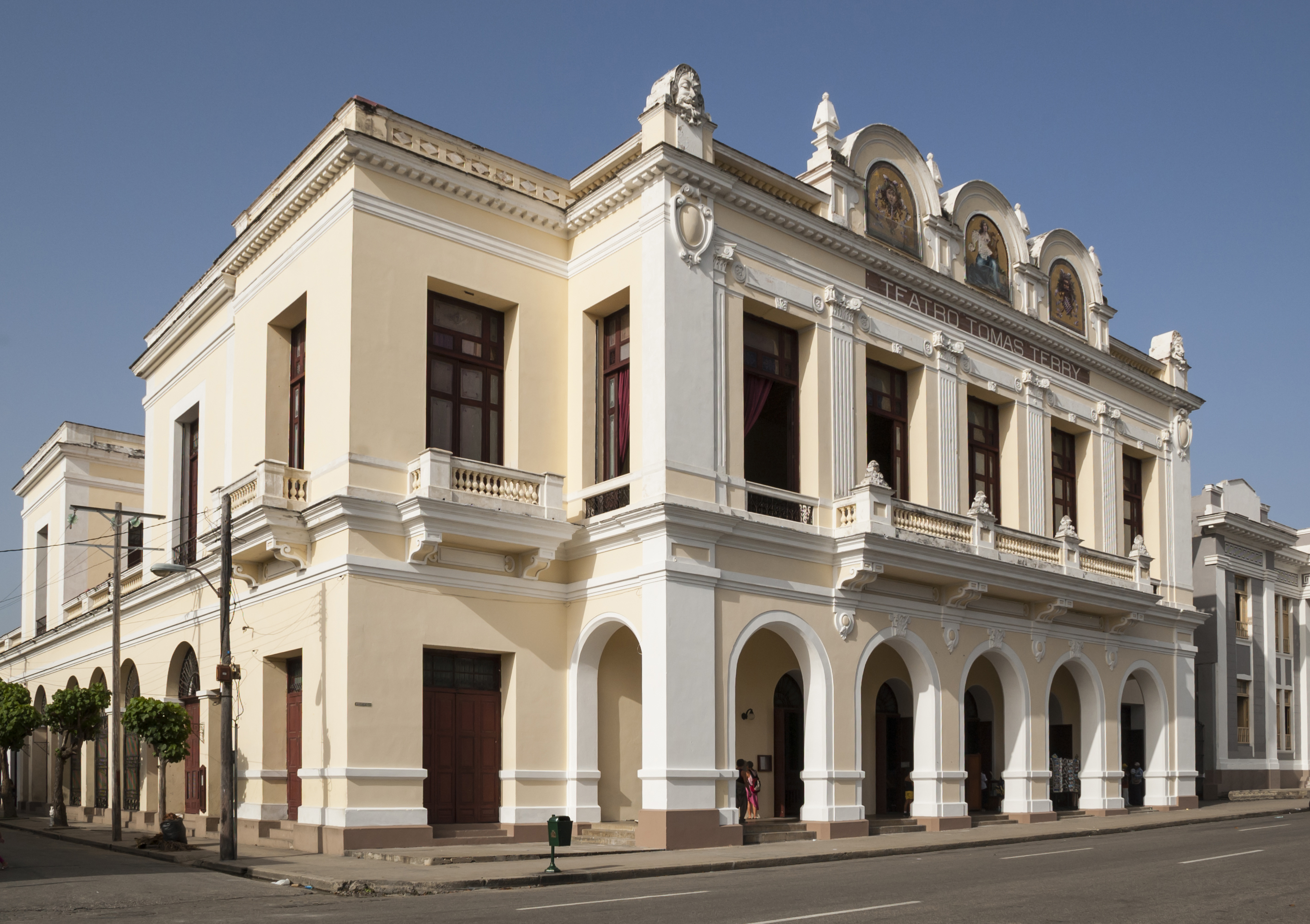

- Дворец Феррер. Здание, построенное в 1918 году, сочетает элементы неоклассицизма и модерна. Его башня с панорамным видом стала символом города.

В столице Кубы, Гаване, влияние французского неоклассицизма также было значительным. Особенно ярко это проявилось в районе Ведадо, который начал активно развиваться в середине XIX века.
- Отель Инглатерра. Построенный в 1875 году, отель является одним из старейших и самых известных в Гаване. Его фасад украшен колоннами и балюстрадами. Отель стал местом встреч для кубинских интеллектуалов и политиков, включая Хосе Марти.
- Эль-Темплете. Небольшое здание в неоклассическом стиле, построенное в 1828 году на месте основания Гаваны.

## XX век
В начале XX века Куба пережила значительный экономический рост, связанный с экспортом сахара и табака. Это привело к строительному буму, особенно в Гаване, где кубинские архитекторы получили возможность экспериментировать с новыми стилями и технологиями. Архитектура стала отражением самодостаточности и амбиций кубинского общества, стремившегося идти в ногу с мировыми тенденциями.
Ар-деко на Кубе расцвел, как и в остальном мире, в 1920–1930-х годах. Здания в стиле ар-деко отличались симметричными фасадами, ступенчатыми формами и декоративными элементами — новыми видами лепнины, усложненные формы. Одним из ярких примеров является здание Bacardí в Гаване, построенное в 1930 году по проекту архитекторов Эстебана Родригеса Кастельса и Рафаэля Фернандеса Руэна. Его фасад украшен керамической плиткой и бронзовыми элементами, а интерьеры выполнены с использованием мрамора и редких пород дерева.
Ар-нуво: Хотя этот стиль был менее распространен, его элементы можно увидеть в некоторых жилых домах и общественных зданиях. Например, дом Виктора Маса в Гаване (1910) сочетает в себе изогнутые линии и растительные мотивы, характерные для ар-нуво.
В 1930-х годах на Кубе началось строительство первых небоскребов, что стало символом модернизации страны. Одним из самых известных примеров является Эдифисио Лопес Серрано (1932), 20-этажное здание в Гаване, вдохновленное нью-йоркскими небоскребами. 
В середине XX века Куба стала популярным туристическим направлением, особенно среди американцев. Это привело к строительству множества отелей, казино, ресторанов и других объектов инфраструктуры. Денежный поток в страну означал и большую пышность строений — здания строились с размахом.

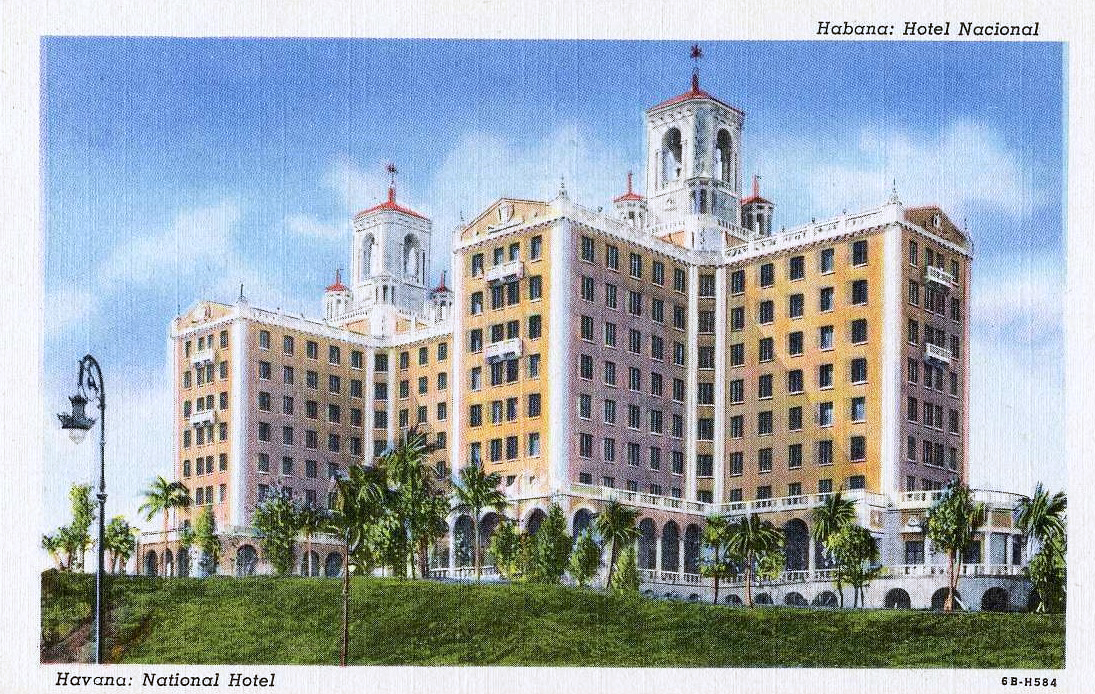

- Отель Насьональ де Куба (1930): Построенный в стиле неоклассицизма с элементами ар-деко, этот отель стал символом кубинского гостеприимства. Интерьеры украшены мрамором, хрустальными люстрами и фресками.
- Казино Монтекарло (1930-е): Это здание, расположенное в Гаване, стало центром ночной жизни и азартных игр. Получило название в честь казино в Монако.

### Кубинская революция 1959 года и её последствия
С приходом к власти Фиделя Кастро в 1959 году Куба пережила радикальные изменения, которые отразились и на архитектуре. Революция привела к национализации частной собственности и отказу от капиталистической модели развития. Это, в свою очередь, привело к упадку культуры.
Эмбарго США: Введенное в 1960 году эмбарго США ограничило доступ Кубы к строительным материалам и технологиям, которые ранее импортировались из Соединенных Штатов. Это особенно сказалось на строительстве небоскребов и других современных зданий — сильное влияние эмбарго и до сих пор заметно.
В 1960–1980-х годах архитектура на Кубе стала более утилитарной. Основное внимание уделялось строительству жилых домов и общественных зданий, отвечающих потребностям населения. Эстетика отошла на второй план, что привело к появлению однотипных и функциональных построек.

#### Архитектура позднего XX века
Несмотря на трудности, в этот период на Кубе появились и интересные архитектурные проекты, отражающие дух времени.
- Национальные школы искусств (1961–1965): Построенные в Гаване под руководством архитекторов Рикардо Порро, Роберто Готтарди и Витторио Гарратти, эти здания стали примером органической архитектуры. Их изогнутые формы и использование местных материалов отражают стремление к гармонии с природой.
- Павильон Куба (1963): Построенный для международной выставки, этот павильон стал символом кубинской архитектуры после революции. Его дизайн сочетает элементы модернизма и национальных традиций.

## XXI век
В то время, как богатая история кубинской архитектуры прославляется, современная архитектура получает меньше освещения в поп-культуре. Некоторые архитекторы отмечают, что современное строительство не играет важной роли в кубинской культуре и что в наше время архитектура не рассматривается кубинским правительством как что-то важное. Журнал Arquitectura de Cuba был перезапущен в 1960-х годах, однако изданию не хватает финансирования. Других современных средств массовой информации, включая печатные и телевизионные, посвященных архитектуре Кубы на национальном уровне, не осталось. Кубинские архитекторы и историки предполагают, что решение правительства остановить строительство национальных художественных школ стало концом архитектурного «золотого века» Кубы.